# سعود المجمد
سعود المجمد (انگلیسی: Soud Al-Mejmed؛ زادهٔ ۲۲ ژوئیهٔ ۱۹۸۸) بازیکن فوتبال اهل کویت است.
از باشگاه‌هایی که در آن بازی کرده‌است می‌توان به باشگاه ورزشی القادسیه کویت اشاره کرد.
وی همچنین در تیم ملی فوتبال کویت بازی کرده‌است.